# Michael Seidenbecher
Durante os campeonatos da Alemanha de ciclismo em pista de 2008
Michael Seidenbecher (Erfurt, 6 de novembro de 1984) é um ciclista alemão. Tem sido sobretudo seis vez campeão da Europa em pista : duas vez em categoria júnior em 2002, em velocidade individual e por equipas, e quatro vezes em categoria esperanças, em velocidade, keirin e quilómetro em 2005 e em velocidade por equipas em 2006.

## Vida privada
Desde 2009, é parceiro com a campeã olímpica Kristina Vogel, com que vive em Erfurt.

## Palmarés

### Campeonatos mundiais
- Los Angeles 2005
  - 15.º da velocidade
- Bordéus 2006
  - 11.º do quilómetro
- Palma de Maiorca 2007
  -     - 9.º do quilómetro
- Manchester 2008
  - 16.º do quilómetro
- Pruszkow 2009
  - 16.º do quilómetro
- Copenhaga 2010
  -     - 8.º do keirin

### Campeonatos mundiais juniores
- 2001
  -  Medalhista de bronze da velocidade por equipas
- 2002
  -  Medalhista de prata da velocidade por equipas
  -  Medalhista de prata da velocidade

### Copa do mundo
- 2003
  - 3.º da velocidade por equipas a Sydney
- 2004
  - 3.º da velocidade por equipas a Aguascalientes
- 2004-2005
  -     - 1.º da velocidade por equipas (com Sören Lausberg e Jan van Eijden)
- 2006-2007
  -     - 1.º do quilómetro em Moscovo

  - 2.º da velocidade por equipas a Manchester

### Campeonato Europeu
- Büttgen 2002
  -  Campeão da Europa da velocidade juniores
  -  Campeão da Europa da velocidade por equipas juniores (com Michael Spiess e Robert Eichfeld)
  -  Medalha de prata do quilómetro juniores

- Valência 2004
  -  Medalha de prata da velocidade esperanças
  -  Medalha de bronze do quilómetro esperanças
  -  Medalha de bronze do keirin esperanças

- Fiorenzuola de Arda 2005
  -  Campeão da Europa da velocidade esperanças
  -  Campeão da Europa do keirin esperanças
  -  Campeão da Europa do quilómetro esperanças

- Atenas 2006
  -  Campeão da Europa da velocidade por equipas esperanças (com René Enders e Maximilian Levy)
  -  Medalha de bronze do keirin esperanças
  -  Medalha de bronze da velocidade esperanças

### Campeonatos nacionais
- Campeão da Alemanha de velocidade juniores : 2001 e 2002
- Campeão da Alemanha do quilómetro juniores : 2002
- Campeão da Alemanha de velocidade por equipas juniores : 2002 (com Maximilian North e Sebastian Döhrer)
- Campeão da Alemanha de velocidade por equipas : 2003 (com Matthias John e René Wolff), 2007 (com Matthias John e René Enders) e 2008 (com Matthias John e René Enders)
- Campeão da Alemanha do quilómetro : 2006 e 2007